# Jan Korytář
Jan Korytář (* 18. dubna 1972 Liberec) je český ekolog, lektor a politik, Ashoka Fellow. Byl členem Strany zelených, v roce 2012 z ní vystoupil a založil vlastní politické hnutí Změna. Od prosince 2010 do dubna 2011 byl primátorem města Liberce za uskupení Změna pro Liberec, od listopadu 2014 do listopadu 2018 pak prvním náměstkem primátora. Po propadu jím vedeného hnutí Změna v krajských volbách roku 2020 se rozhodl v politice skončit a rezignoval i na funkci libereckého zastupitele.

## Životopis
Po maturitě na Střední ekonomické škole v Liberci pracoval jako prodavač, poté nastoupil roční civilní službu na Správu CHKO Jizerské hory. Později absolvoval Univerzitu Palackého v Olomouci, obor Ochrana a tvorba životního prostředí.
V roce 1994 založil ekologickou organizaci Čmelák – Společnost přátel přírody (dříve Staří ochránci Jizerských hor), mezi jejíž činnosti patří mj. obnova přirozených lesů včetně projektu Nový prales, návrat ohrožených dřevin jilmu, tisu, jedle a dalších do české krajiny, mnoho forem ekologické výchovy a některé sociálně-občanské a protikorupční aktivity. Je členem organizace Ashoka: Innovators for the Public, která sdružuje tzv. sociální podnikatele z celého světa. Od této společnosti získal osobní stipendium pro rozvoj ochranářských aktivit v severních Čechách.
Korytář pracuje také jako lektor pro oblast strategického plánování, fundraisingu a řízení neziskových organizací.

## Politická kariéra
V roce 2004 vstoupil do Strany zelených, byl i jejím krajským předsedou. V komunálních volbách v roce 2006 byl za zelené zvolen do zastupitelstva města Liberce, když získal největší počet preferenčních v rámci této kandidátky a SZ výsledek přes 11%.
Do komunálních voleb v roce 2010 vedl politické uskupení Změna pro Liberec, které se ziskem 21 % voličských hlasů zvítězilo, uzavřelo koaliční dohodu s ČSSD, Unií pro sport a zdraví a uskupením Liberec občanům a Jan Korytář se tak 25. listopadu 2010 stal libereckým primátorem.
Dne 16. dubna 2011 byl odvolán z funkce primátora, dle jeho názoru proto, že chtěl zastavit a znovu soutěžit dvě velké zakázky z fondů EU přes 500 mil Kč, dle jeho odpůrců pro jeho nekomunikativnost s koaličními partnery. Ve funkci jej vystřídala Martina Rosenbergová z ČSSD.
Po dlouhých neshodách ve Straně zelených ji Korytář v roce 2012 opustil a založil vlastní politické hnutí Změna, které kandidovalo v krajských volbách 2012 spolu se Stranou zelených a nezávislými kandidáty v Libereckém kraji pod hlavičkou Změna pro Liberecký kraj. Se zelenými ale nadále spolupracuje, do krajských voleb v roce 2012 strany sestavili společnou kandidátku, která se umístila na třetím místě se ziskem deseti mandátů. Ačkoliv Korytářova strana sestavila koalici s vítěznými Starosty pro Liberecký kraj, on sám v Radě kraje neusedl. Stal se však předsedou zastupitelského klubu Změny, členem finančního výboru a zejména předsedou jím iniciované Protikorupční komise Rady LK.
Ve volebním období 2008–2012 byl členem Dopravní komise rady Libereckého kraje.
Ve volbách do Evropského parlamentu v roce 2014 kandidoval na 25. místě kandidátky Strany zelených, ale neuspěl. V komunálních volbách v roce 2014 obhájil post zastupitele města Liberce, když jako člen politického hnutí Změna vedl kandidátku subjektu "Změna pro Liberec" (tj. Změna a SZ). V listopadu 2014 byl zvolen 1. náměstkem primátora s gescí pro ekonomiku, strategický rozvoj a dotace.
V krajských volbách v roce 2016 se mu podařilo obhájit mandát krajského zastupitele, když kandidoval opět jako člen člen politického hnutí Změna za subjekt Změna pro Liberecký kraj (tj. hnutí Změna a SZ). Na kandidátce byl původně na 10. místě, ale vlivem preferenčních hlasů skončil druhý. Ve volbách do Senátu PČR v roce 2016 kandidoval za hnutí Změna v obvodu č. 34 – Liberec. Se ziskem 10,94 % hlasů však skončil na 3. místě.
Koncem roku 2017 se zastupitelský klub Změny pro Liberec začal rozpadat. Po odchodu náměstka Ivana Langra ke Starostům avizovali kandidaturu za nový subjekt (LOL!) i jeho dosavadní kolegové Jaromír Baxa a Zuzana Kocumová, což Jana Korytáře a jeho hnutí velmi oslabilo. V komunálních volbách v roce 2018 zaznamenala Změna pro Liberec velký propad, když získala 13,27 % hlasů a skončila až na 3. místě. Jan Korytář se do nového vedení radnice již nedostal, protože se vůči němu vymezily téměř všechny ostatní subjekty. V zastupitelstvu města tak pokračoval jen jako opoziční zastupitel.
V krajských volbách v roce 2020 byl lídrem kandidátky Změna pro lidi a pro krajinu v Libereckém kraji. Změna ve volbách dosáhla svého nejhoršího výsledku v historii 1,5 % hlasů. Korytář se následně rozhodl skončit v politice a rezignovat i na funkci zastupitele Liberce. Zastupitelský mandát po něm získal Jindřich Gubiš.

## Kontroverze
V březnu 2012 se objevilo podezření, že Jan Korytář v devadesátých letech napomáhal porušování zákona o civilní službě tím, že ve svém ekologickém sdružení za úplatu zaměstnával brance, což se ovšem nikdy nepotvrdilo.